# Ruminghem
Ruminghem é uma comuna francesa na região administrativa de Altos da França, no departamento de Pas-de-Calais. Estende-se por uma área de 13,89 km². Em 2010 a comuna tinha 1 663 habitantes (densidade: 119,7 hab./km²).